# Montenegro en los Juegos Olímpicos de Vancouver 2010
Montenegro estuvo representado en los Juegos Olímpicos de Vancouver 2010 por un deportista que compitió en esquí alpino.  
El portador de la bandera en la ceremonia de apertura fue el esquiador Bojan Kosić. El equipo olímpico de Montenegro no obtuvo ninguna medalla en estos Juegos.